# Antón Bermúdez
Antón Bermúdez o bien Antonio Bermúdez (Cuéllar, actual provincia de Segovia, Corona de España, 1548 - Buenos Aires, actual Argentina, ca. 1609) fue uno de los pocos peninsulares que acompañaron a Juan de Garay en la fundación de la ciudad de Buenos Aires siendo uno de sus primeros vecinos que fuera designado para ocupar el cargo de alcalde de primer voto de Buenos Aires desde 1598 hasta 1602.

## Biografía
Antón Bermúdez había nacido en el año 1548 en la localidad de Cuéllar de la entonces Extremadura castellana, la cual formaba parte de la Corona de España, siendo hijo de Antonio Bermúdez.
Llegó a la gobernación del Río de la Plata y del Paraguay en la expedición de Ortiz de Zárate. Ejerció como regidor del Cabildo de Buenos Aires desde 1580, luego como alcalde de primer voto desde 1598 hasta principios de 1601 y también como alguacil mayor.
Le correspondió la suerte comprendida entre la calle Maure y la avenida Federico Lacroze, en el barrio de San Benito.

## Matrimonio y descendencia
Antón Bermúdez se unió en matrimonio con Inés de los Reyes (n. Escalona de Toledo, ca. 1558) quien llegó a Sudamérica en la misma escuadra de Ortiz de Zárate, y era hija de N. de los Reyes y de Inés Gómez de Castilla.
De este matrimonio entre Antón Bermúdez e Inés de los Reyes hubo una hija:
- Mariana Bermúdez de los Reyes (n. ca. 1578) que tuvo numerosa descendencia, la cual transmitió el apellido Bermúdez por línea de mujer.[6]